# Господарський суд Полтавської області
Господарський суд Полтавської області — місцевий спеціалізований господарський суд першої інстанції, розташований у місті Полтаві, юрисдикція якого поширюється на Полтавську область.

## Компетенція
Місцевий господарський суд керуються при здійсненні судочинства Господарським процесуальним кодексом України. Він розглядає господарські справи, тобто ті, що виникають у зв'язку із здійсненням господарської діяльності юридичними особами та фізичними особами-підприємцями. Це, зокрема, справи про стягнення заборгованості за договорами, про чинність договорів, про відшкодування шкоди, про банкрутство, про захист права власності, корпоративні спори та ін.
Господарський суд розглядає справу, як правило, за місцезнаходженням відповідача, тобто якщо офіційна адреса відповідача зареєстрована на території юрисдикції цього суду.

## Структура
Суд очолює його голова, який має заступника. Правосуддя здійснюють 16 суддів при штатній чисельності 20.
Організаційне забезпечення діяльності господарського суду здійснює апарат суду, очолюваний керівником апарату, який має заступника. В апараті передбачені посади спеціалістів, секретарів судових засідань, судових розпорядників.
До патронатної служби входять помічники суддів.
Відділи:
- фінансово-господарський
- аналітично-статистичний
- управління персоналом
- загальний[2].

## Керівництво
Голова суду — Ціленко Валерій Анатолійович
 Заступник голови суду — Пушко Ігор Іванович
 Керівник апарату — Кундій Любов Петрівна.

## Реорганізація
27 червня 2018 року на виконання Указу Президента України «Про ліквідацію місцевих господарських судів та утворення окружних господарських судів» № 453/2017 від 29.12.2017 р. Полтавський окружний господарський суд зареєстровано як юридичну особу. Новоутворена судова установа почне свою роботу з дня, визначеного в окремому повідомленні.